# Ballady 2
Ballady 2 – czwarta składanka zespołu Bajm, wydana 4 kwietnia 2008 roku przez EMI Music Poland. Na krążku znajdują się ballady pochodzące głównie z dwóch poprzednich płyt zespołu Szklanka wody i Myśli i słowa. Znajdują się tu także starsze przeboje takie jak „Prorocy świata”, „Jezioro szczęścia”, „Przyjaciel”, „Łąki pełne snów” i „Dziecko we mgle”. Wydawnictwo promuje premierowa piosenka pt. „Krótka historia”.
Album osiągnął status złotej płyty.

## Lista utworów
1. „Prorocy świata”
2. „Wiosna w Paryżu”
3. „Być z Tobą”
4. „Przyjaciel”
5. „Mandarynki, pomarańcze”
6. „Jezioro szczęścia”
7. „Łąki pełne snów”
8. „Jak dziecko”
9. „Plama na ścianie”
10. „Wyspa bezludna”
11. „Kamienny las”
12. „Szklanka wody”
13. „Dziecko we mgle”
14. „Wielkie plaże, małe wyspy”
15. „Krótka historia”

## Teledyski
- Krótka historia